# Charles Sabin Taft
Charles Sabin Taft (né en août 1835 – mort le 18 décembre 1900) était un médecin qui se trouvait sur les lieux lors de l'assassinat d'Abraham Lincoln le 14 avril 1865, au Théâtre Ford à Washington, D.C.,  et qui fut amené à soigner le président peu après l'attentat.

## Assassinat d'Abraham Lincoln
En avril 1865, Taft était dans l'assistance présente à la représentation de Our American Cousin, lorsque John Wilkes Booth fit feu sur Lincoln. 
Taft fut soit le deuxième, soit le troisième médecin à arriver aux côtés du président après le coup de feu, le premier à arriver étant le tout jeune chirurgien Charles Leale. Taft fut physiquement hissé jusqu'à la loge du président à partir de la scène, située juste en dessous.